# Etiopská lidově demokratická republika
Etiopská lidově demokratická republika byl státní útvar v dnešní Etiopii v letech 1987 až 1991.

## Historie
V důsledku ztráty podpory ze Sovětského svazu se rozpadl Derg, vojenská junta vládnoucí v Etiopii v letech 1974–1987, a byla vyhlášena Etiopská lidově demokratická republika s Mengistu Haile Mariamem jako prezidentem. V té době byla země na pokraji občanské války. V Eritreji, která chtěla získat nezávislost, působila Eritrejská lidově osvobozenecká fronta (EPLF) a na etiopském území Etiopská lidová revoluční demokratická fronta (EPRDF). V důsledku války získala Eritrea nezávislost, a v roce 1991 byl Mariam svržen povstaleckými vojsky. Diktátor uprchl ze země a komunistický režim padl.